# Tony Montana
Antonio 'Tony' Montana is het hoofdpersonage uit de film Scarface uit 1983, gespeeld door Al Pacino.

## Levensloop
Tony Montana is een Cubaanse vluchteling (en veroordeelde misdadiger) en de zoon van Georgina Montana, die reeds in de VS woonde.
Na 15 jaar in een gevangenis te Havana doorgebracht te hebben, arriveert Tony Montana via de Mariel scheepslift in Miami. Vergezeld door zijn beste vriend Manolo "Manny" Ribera, wordt hij naar een bewaakt kamp gestuurd: Freedom Town.
De twee vrienden brengen een maand door in het kamp, tot Manny een opdracht krijgt om een Cubaanse politicus (en voormalige rechterhand van Castro) Emilio Rebenga te elimineren. Als betaling hiervoor zouden Tony en Manny een werkvergunning en een baan als afwassers in een fastfoodtent krijgen. Tijdens een opstand in het kamp slaagt Tony erin om Rebenga te doden. Ze verlaten Freedom Town en gaan aan het werk. Ze geven hun baan echter snel op wanneer ze via Omar Suarez een aanbod krijgen om cocaïne te kopen van de Colombiaanse dealer Hector the Toad. De deal gaat door in het Sun Ray Hotel, maar gaat verschrikkelijk mis. Angel Fernandez, Tony's partner, wordt vermoord, maar Tony kan de drug én het geld bemachtigen. Omar Suarez stelt Tony en Manny voor aan de machtige drugsbaron Frank Lopez, aan wie Tony de coke en het geld schenkt. Tony gaat in dienst bij Lopez.
Langzaam maar zeker wordt hij machtiger en machtiger, en verdient hopen geld door deals te doen voor Lopez, die hij meer en meer begint te verachten. Wanneer Tony zijn "Mama" en zus Gina opzoekt, wordt hij verstoten door zijn moeder, die het verschrikkelijk vindt dat haar enige zoon een misdadiger is geworden. Dit bezorgt Tony een zware klap, want hij hield innig van zijn moeder, en was altijd heel beschermend voor Gina. Tony laat het niet toe dat Gina uitgaat met mannen, en intimideert elk vriendje met wie Gina omgaat. Intussen beginnen hij en Lopez' vriendin Elvira Hancock dichter naar elkaar toe te groeien.
Tony reist, in opdracht van Lopez, samen met Omar Suarez naar Bolivia om te onderhandelen met Alejandro Sosa, een grootschalige dealer en cocaïne-exporteur.
Tijdens het verblijf bij Sosa, wordt Omar door Sosa ontmaskerd als politiespion, en Tony en Sosa kijken samen toe hoe hij wordt opgehangen uit een helikopter. Na de dood van Omar sluiten Tony en Sosa een deal.
Terug in Miami, begint Lopez Tony te wantrouwen, omdat hij niet geloofde dat Omar een spion was. Ook heeft Lopez twijfels bij de deal die Tony gesloten heeft. Die zorgt er immers voor dat er 2000 kilo cocaïne Miami binnengesmokkeld wordt, iets wat de andere bendes (zoals die van Gaspar Gomez, en die van de Diaz brothers) allerminst zou bevallen. Lopez beveelt Tony de deal af te zeggen. Tony weigert, en verlaat Lopez' bende om alleen verder te gaan. Hij blijft echter wel omgaan met Elvira.
Een corrupte agent, Mel Bernstein, ontmoet Tony in de Babylon Club en, aangezien hij gehoord heeft van de gigantische deal, perst hij Tony af. Tijdens de onderhandelingen over de grootte van de som smeergeld, wordt Tony beschoten door twee Colombiaanse huurmoordenaars. Tijdens het vuurgevecht kan Tony echter ontsnappen, en bereikt het appartement van Nick the Pig, een van zijn ondergeschikten. Vandaar belt hij Chi Chi en Manny op, met het bevel onmiddellijk te komen. Tony verdenkt Lopez, en zet een val voor hem op. Hij beveelt Nick the Pig om exact 3 uur naar Lopez te bellen, en te doen alsof hij een van de huurmoordenaars is met de boodschap "we fucked up, he got away". Tony, Manny en Chi Chi bezoeken vervolgens Lopez in zijn autozaak. Tijdens het gesprek met Lopez gaat de telefoon, en wordt Tony's vermoeden bevestigd. Lopez doet alsof het Elvira is die belt, terwijl Tony het telefoontje geregeld had. Tony laat Manny Lopez doodschieten, en Bernstein kijkt gewoon toe. Tony schiet ook de corrupte agent dood. Ernie, de ondergeschikte van Lopez, wordt gespaard, en krijgt een baan van Tony.
Tony rondt nadien snel zijn eerste deal af met Sosa, waaraan hij 75 miljoen dollar verdient, dat witgewassen wordt door een corrupte bankier. Tony wil echter meer en meer, en al snel verdient hij tussen 10 en 50 miljoen dollar per maand. Intussen huwt hij Elvira, en koopt een enorme villa. Hij betaalt eveneens een schoonheidssalon voor Gina.
Deze laatste begint achter Tony's rug uit te gaan met Manny, terwijl Elvira en Tony zwaar aan cocaïne verslaafd worden.
Enkele maanden later wordt Tony gepakt door undercoveragenten terwijl hij 1,3 miljoen dollar probeert wit te wassen. Hij maakt kans om drie jaar de tralies achter te moeten wegens witwaspraktijken en belastingontduiking. Sosa komt echter te hulp. In ruil voor de moord op een journalist die Sosa's praktijken aan het licht wil brengen, verzekert hij Tony dat hij niet gearresteerd zal worden.
Tony en de huurmoordenaar plaatsen een autobom, en volgen de journalist met een afstandsbediening voor de bom. Ze zijn van plan de auto op te blazen voor het VN gebouw, maar zijn verrast wanneer ze zien dat de echtgenote en twee dochters van de journalist eveneens de auto instappen. Tony wil de bom niet activeren omdat hij geen onschuldige vrouwen en kinderen wil doden, dus schiet hij de huurmoordenaar dood.
Intussen zijn Manny en Gina gehuwd. Ze hopen op die manier Tony's goedkeuring te winnen. Tony keert terug naar zijn villa, waar hij merkt dat Elvira hem verlaten heeft. Hij gaat op bezoek bij zijn moeder, waarna hij Gina gaat zoeken. Hij betrapt Manny en Gina samen, wordt uitzinnig van woede, en schiet zijn beste vriend dood met twee kogels. Gina vertelt dat ze net getrouwd waren, en huilt boven Manny's dode lichaam. Tony keert in shock terug naar huis, Gina achterlatend.
Thuis snuift hij van de enorme bergen coke op zijn bureau wanneer Gina zijn kantoor binnenwandelt. Net hiervoor had Chi Chi hem gemeld dat hij en Ernie Gina kalmeringspillen hadden gegeven om haar woede binnen de perken te houden. Gina kaffert Tony uit voor al zijn wandaden, en speculeert zelfs dat Tony zo beschermend was omdat hij haar voor zichzelf wilde. Na dit gezegd te hebben, trekt ze een pistool en schiet Tony in het been, terwijl ze schreeuwt dat hij haar moet neuken. Intussen dringen Sosa's moordenaars de villa binnen, zijn ondergeschikten dodend. Ze schieten Gina neer, en Tony wordt razend. Hij valt de man aan, en gooit hem van het balkon in het zwembad, waar hij hem doodschiet. Hij ziet op zijn beveiligingsmonitoren hoe Sosa's moordenaars binnenstormen en Chi Chi, die Tony smeekt de deur te openen, doodschieten. Sosa's soldaten verzamelen zich in de hal.
Tony neemt een M16A1 met M203 granaatwerper uit zijn wapenrek, blaast de deur op en maakt de vier soldaten af. Uiteindelijk verliest hij zijn wapen, en wordt hij neergeschoten door de rechterhand van Sosa, genaamd 'the Skull'. Tony valt van het balkon in het water dat bloedrood kleurt. De camera zoemt uit en de wereldbol, waarop Tony's motto 'The world is yours' te lezen staat, wordt zichtbaar.

## Computerspel
Onder de naam Scarface: The World Is Yours is in oktober 2006 een computerspel uitgebracht. In dit spel gaat Tony Montana niet dood zoals in de film, maar overleeft hij het vuurgevecht in zijn huis. Het verhaal gaat verder over hoe Tony Montana zijn rijk opnieuw moet opbouwen na de eindscène van de film.
Het karakter verschijnt ook in de computerspellen Scarface: Money. Power. Respect. en Payday 2.

## Culturele invloed
Tony Montana wordt door naar criminaliteit neigende jongeren soms als rolmodel gezien.